# جکی و خون‌آشامان ۲
جکی و خون‌آشامان ۲ (انگلیسی: The Twins Effect II) یک فیلم در ژانر اکشن و رزمی به کارگردانی کری یوئن است که در سال ۲۰۰۴ منتشر شد.

## بازیگران
- دانی ین
- جسی چان
- شارلین چوی
- جیلیان چونگ
- چن بولین
- تونی لیانگ کا-فای
- فن بینگ‌بینگ
- جکی چان
- دانیل وو
- ادیسون چن